# 鋼之鍊金術師漫畫章節列表
鋼之鍊金術師漫畫章節列表列出日本漫畫《鋼之鍊金術師》每一話的標題以及刊載期號。台灣相關翻譯使用東立出版社提供的官方譯名。

## 單行本已收錄
- 未特別標註即表示原刊載於《月刊少年GANGAN》

| - 001. 兩個鍊金術師（，Futari no Renkinjutsushi）（2001年8月號） - 002. 生命的代價（，Inochi no Daika）（2001年9月號） - 003. 煤礦城市（，Tankō no Machi）（2001年10月號） - 004. 火車上的戰爭（，Shajō no Tatakai）（2001年11月號） |

| - 005. 鍊金術師的煩惱（，Renkinjutsushi no Kunō）（2001年12月號） - 006. 破壞的右手（，Hakai no Migite）（2002年1月號） - 007. 雨停之後（，Ame no Ato）（2002年2月號） - 008. 希望之路（，Kibō no Michi）（2002年3月號） |

| - 009. 家人在等待的家（，Kazoku no Matsu Ie）（2002年4月號） - 010. 賢者之石（，Kenja no Ishi）（2002年5月號） - 011. 兩個守護者（，Futari no Shugosha）（2002年6月號） - 012. 「人類」的定義（，"Ningen" no Teigi）（2002年7月號） - 外傳 軍部祭典（，Gunbu Matsuri）（《月刊少年GANGAN增刊GANGAN POWERED》2002年春季號） |

| - 013. 鋼鐵的身體（，Hagane no Karada）（2002年8月號） - 014. 獨生女的心情（，Hitorikko no Kimochi）（2002年9月號） - 015. 鋼鐵之心（，Hagane no Kokoro）（2002年10月號） - 016. 每個人所要邁向的目標（，Sorezore no Yukusaki）（2002年11月號） - 外傳 軍方的狗？（，Gun no Inu?）（《月刊少年GANGAN增刊GANGAN POWERED》2002年秋季號） |

| - 017. 有點熱鬧的山谷（，Niwaka Keiki no Tani）（2002年12月號） - 018. 誠意的價值（，Seii no Kachi）（2003年1月號） - 019. 代替你們（，Anta-tachi no Kawari ni）（2003年2月號） - 020. 師父的恐怖（，Sensei no Kyōfu）（2003年3月號） - 021. 兩人之間的祕密（，Futari dake no Himitsu）（2003年4月號） |

| - 022. 戴著面具的男人（，Kamen no Otoko）（2003年5月號） - 023. 敲敲天國之門（，Tatake: Tengoku no Tobira）（2003年6月號） - 024. 鋼之鍊金術師（，Hagane no Renkinjutsushi）（2003年7月號） - 025. 師徒的了斷（，Shitei no Kejime）（2003年8月號） |

| - 026. 到主人的身邊去（，Aruji no Moto e）（2003年9月號） - 027. 達普利斯的野獸們（，Daburisu no Kemono-tachi）（2003年10月號） - 028. 匹夫之勇（，Hippu no Yū）（2003年11月號） - 029. 王者的眼睛（，Ō no Me）（2003年12月號） - 外傳 努力奮戰的少尉（，Tatakau: Shōi-san）（《月刊少年GANGAN增刊GANGAN POWERED》2003年秋季號） |

| - 030. 盔甲之中、真理的深處（，Yoroi no Naka: Shinri no Oku）（2004年1月號） - 031. 咬住自己尾巴的蛇（，Onore no O o Kamu Hebi）（2004年2月號） - 032. 來自東方的使者（，Tōhō no Shisha）（2004年3月號） - 033. 拉修巴雷的攻防（，Rasshu Barē no Kōbō）（2004年4月號） - 特別篇 PS2版遊戲 鋼之鍊金術師 無法飛翔的天使 prologue（，Hagane no Renkinjutsushi: Tobenai Tenshi prologue） |

| - 034. 戰友的足跡（，Tomo no Ashimoto）（2004年5月號） - 035. 被當作祭品的羊（，Ikenie no Hitsuji）（2004年6月號） - 036. 苦惱的鍊金術師（，Kujū no Renkinjutsushi）（2004年7月號） - 037. 罪人的肉體（，Togabito no Nikutai）（2004年8月號） |

| - 038. 反擊的烽火（，Hangeki no Noroshi）（2004年9月號） - 039. 錯綜的中央市（，Sakusō no Sentoraru）（2004年10月號） - 040. 西方的賢者（，Nishi no Kenja）（2004年11月號） - 041. 小小人類的傲慢手掌（，Chiisa na Ningen no Gōman na Tenohira）（2004年12月號） |

| - 042. 墓前的父親（，Bozen no Chichi）（2005年1月號） - 043. 泥漿之河（，Doro no Kawa）（2005年2月號） - 044. 無名之墓（，Namae no Nai Haka）（2005年3月號） - 045. 傷痕男再次現身（，Kizu no Otoko Futatabi）（2005年4月號） |

| - 046. 遙遠的背影（，Tōku no Senaka）（2005年5月號） - 047. 戰場上的少女（，Ikusaba no Shōjo）（2005年6月號） - 048. 與等待的人之間的約定（，Machibito no Yakusoku）（2005年7月號） - 049. 人體內的怪物（，Jinchū no Bakemono）（2005年8月號） |

| - 050. 肚子裡（，Hara no Naka）（2005年9月號） - 051. 黑暗之門（，Yami no Tobira）（2005年10月號） - 052. 魔窟之王（，Makutsu no Ō）（2005年11月號） - 053. 靈魂的路標（，Tamashii no Dōhyō）（2005年12月號） |

| - 054. 愚者的掙扎（，Gusha no Ashikaki）（2006年1月號） - 055. 兩個強慾（，Futari no Gōyoku）（2006年2月號） - 056. 圓桌的獅子（，Entaku no Shishi）（2006年3月號） - 057. 伊修瓦爾的傷痕（，Ishuvāru no Kizu）（2006年4月號） |

| - 058. 破滅的足音（，Hametsu no Ashioto）（2006年5月號） - 059. 背德的鍊金術師（，Haitoku no Renkinjutsushi）（2006年6月號） - 060. 神不存在（，Kami no Fuzai）（2006年7月號） - 061. 伊修瓦爾的英雄（，Ishuvāru no Eiyū）（2006年8月號） |

| - 062. 夢的彼端（，Yume no Saki）（2006年9月號） - 063. 520先士的約定（，520 Senzu no Yakusoku）（2006年10月號） - 064. 布里克斯的北壁（，Burigguzu no Hokuheki）（2006年11月號） - 065. 似鐵的紀律（，Tetsu no Okite）（2006年12月號） |

| - 066. 雪之女王（，Yuki no Joō）（2007年1月號） - 067. 這個國家的型態（，Kono Kuni no Katachi）（2007年2月號） - 068. 家族的肖像（，Kazoku no Shōzō）（2007年3月號） - 069. 布里克斯的礎石（，Brigguzu no Ishizue）（2007年4月號） |

| - 070. 最早的人造人（，Hajimari no Homunkurusu）（2007年5月號） - 071. 紅蓮男子（，Guren no Otoko）（2007年6月號） - 072. 負的連鎖、正的一石（，Fu no Rensa, Sei no Isseki）（2007年7月號） - 073. 白日夢（，Hakuchū no Yume）（2007年8月號） |

| - 074. 燒瓶裡的小人（，Furasuku no Naka no Kobito）（2007年9月號） - 075. 克塞魯克塞斯滅亡之日（，Kuserukusesu Saigo no Hi）（2007年10月號） - 076. 人的外型 石頭的外型（，Hito no Katachi: Ishi no Katachi）（2007年11月號） - 077. 逆轉鍊成陣（，Gyakuten no Renseijin）（2007年12月號） - 078. 七大原罪（，Nanatsu no Tsumi）（2008年1月號） |

| - 079. 螞蟻的反擊（，Ari no Hito Kami）（2008年2月號） - 080. 記憶深處的父親（，Mabuta no Chichi）（2008年3月號） - 081. 完全恢復（，Baribari no Zenkai）（2008年4月號） - 082. 靈魂的家人（，Tamashii no Kazoku）（2008年5月號） - 083. 約定的日子（，Yakusoku no Hi）（2008年6月號） |

| - 084. 追蹤者的影子（，Tsuisekisha no Kage）（2008年7月號） - 085. 空箱子（，Kara no Hako）（2008年8月號） - 086. 黑暗使者（，Yami no Shisha）（2008年9月號） - 087. 地下道的誓約（，Chikadō no Chikai）（2008年10月號） |

| - 088. 父子之情（，Oyako no Jō）（2008年11月號） - 089. 戰士的歸還（，Senshi no Kikan）（2008年12月號） - 090. 不死軍團（，Fushi no Gundan）（2009年1月號） - 091. 賢者的重逢（，Kenja no Saikai）（2009年2月號） |

| - 092. 大家的力量（，Minna no Chikara）（2009年3月號） - 093. 不共戴天之仇（，Fugutaiten no Kataki）（2009年4月號） - 094. 復仇的火焰（，Fukushū no Honō）（2009年5月號） - 095. 烈火的彼端（，Rekka no Saki ni）（2009年6月號） - 特別篇 Wii遊戲軟體 鋼之鍊金術師 FULLMETAL ALCHEMIST —曉之王子—Prologue（，Akatsuki no Ōji—Prologue） |

| - 096. 兩位女傑（，Futari no Joketsu）（2009年7月號） - 097. 兩位賢者（，Futari no Kenja）（2009年8月號） - 098. 無盡的強慾（，Sokonashi no Gōyoku）（2009年9月號） - 099. 永遠的休息（，Eien no Itoma）（2009年10月號） - Wii遊戲軟體 Wii遊戲軟體 鋼之鍊金術師 FULLMETAL ALCHEMIST —黃昏少女—Prologue（，Tasogare no Shōjo—Prologue） |

| - 100. 不可開的門（，Akazu no Tobira）（2009年11月號） - 101. 第5個祭品（，Goninme no Hitobashira）（2009年12月號） - 102. 門前（，Tobira no Mae）（2010年1月號） - 103. 為了誰（，Dare no Tame）（2010年2月號） |

| - 104. 世界的中心（，Sekai no Chūshin）（2010年3月號） - 105. 神的王座（，Kami no Miza）（2010年4月號） - 106. 傲慢的深淵（，Puraido no Shin'en）（2010年5月號） |

| - 107. 最後的戰鬥（，Saigo no Tatakai）（2010年6月號） - 108. 旅途的盡頭（，Tabiji no Hate）（2010年7月號） - 外傳 另一個旅途的盡頭（，Mō Hitotsu no Tabiji no Hate）（2010年10月號） |